# Mario Zanin (wielrenner)
Mario Zanin (Sarano di Santa Lucia, 3 juli 1940) is een voormalig Italiaans wielrenner die prof was van 1965 tot 1968. Zijn grootste succes kende hij in 1964 toen hij de Olympische wegrit in Tokio won en zo de tweede Italiaanse olympisch kampioen wielrennen werd. 

## Belangrijkste overwinningen
1963
Ronde van Belvedere
1964
 Olympisch kampioen op de weg

## Resultaten in voornaamste wedstrijden
| Jaar | Ronde van Italië | Ronde van Frankrijk | Ronde van Spanje |
| ---- | ---------------- | ------------------- | ---------------- |
| 1965 | 67e              |                     |                  |
| 1966 |                  |                     | opgave (1)       |
| 1968 | opgave           |                     |                  |

| Jaar | Ronde van Lombardije |
| ---- | -------------------- |
| 1965 | 21e                  |
| 1966 |                      |
| 1968 |                      |